# مبارك سعيد
مبارك سعيد الشحي مواليد 18 أكتوبر 1991 في الإمارات العربية المتحدة، هو لاعب كرة قدم إماراتي يلعب كمدافع.

## مرحلة الشباب

### أندية لعب لها
- نادي الإمارات

## المسيرة الاحترافية

### أندية لعب لها
- نادي الإمارات
- نادي النصر
- نادي اتحاد كلباء
- نادي التعاون

## وصلات خارجية
- مبارك سعيد على موقع ناشيونال فوتبول تيمز (الإنجليزية)
- مبارك سعيد على موقع Soccerway.com (الإنجليزية)